# Mohamed Bentahar
Mohamed Bentahar (17 febbraio 1994) è un calciatore francese, attaccante del Coffrane.

## Carriera
Il 18 gennaio 2022 viene acquistato a titolo definitivo dalla squadra bulgara del Botev Vraca.

## Statistiche

### Presenze e reti nei club
Statistiche aggiornate al 20 febbraio 2022.
| Stagione        | Squadra             | Campionato      | Campionato | Campionato | Coppe nazionali | Coppe nazionali | Coppe nazionali | Coppe continentali | Coppe continentali | Coppe continentali | Altre coppe | Altre coppe | Altre coppe | Totale | Totale |
| Stagione        | Squadra             | Comp            | Pres       | Reti       | Comp            | Pres            | Reti            | Comp               | Pres               | Reti               | Comp        | Pres        | Reti        | Pres   | Reti   |
| --------------- | ------------------- | --------------- | ---------- | ---------- | --------------- | --------------- | --------------- | ------------------ | ------------------ | ------------------ | ----------- | ----------- | ----------- | ------ | ------ |
| 2014-2015       | Villefranche        | CFA             | 6          | 0          |                 | -               | -               |                    | -                  | -                  |             | -           | -           | 6      | 0      |
| 2015-2016       | Jura Sud            | CFA             | 16         | 5          | CF              | 0               | 0               |                    | -                  | -                  |             | -           | -           | 16     | 5      |
| 2016-2017       | Jura Sud            | CFA             | 26         | 4          |                 | -               | -               |                    | -                  | -                  |             | -           | -           | 26     | 4      |
| Totale Jura Sud | Totale Jura Sud     | Totale Jura Sud | 42         | 9          |                 | 0               | 0               |                    | -                  | -                  |             | -           | -           | 42     | 9      |
| 2017-2018       | Besançon            | N3              | 26         | 18         |                 | -               | -               |                    | -                  | -                  |             | -           | -           | 26     | 18     |
| 2018-gen. 2019  | Monts d'Or Azergues | N2              | 7          | 1          |                 | -               | -               |                    | -                  | -                  |             | -           | -           | 7      | 1      |
| gen.-giu. 2019  | Pontarlier          | N2              | 10         | 1          |                 | -               | -               |                    | -                  | -                  |             | -           | -           | 10     | 1      |
| 2019-2020       | Belfort             | N2              | 21         | 6          | CF              | 5               | 1               |                    | -                  | -                  |             | -           | -           | 26     | 7      |
| lug.-ott. 2020  | La Chaux-de-Fonds   | 1L              | 9          | 8          |                 | -               | -               |                    | -                  | -                  |             | -           | -           | 9      | 8      |
| 2020-2021       | CS Constantine      | L1              | 24         | 4          |                 | -               | -               |                    | -                  | -                  |             | -           | -           | 24     | 4      |
| gen.-giu. 2022  | Botev Vraca         | 1L              | 1          | 0          | CB              | -               | -               |                    | -                  | -                  |             | -           | -           | 1      | 0      |
| Totale carriera | Totale carriera     | Totale carriera | 137        | 39         |                 | 5               | 1               |                    | -                  | -                  |             | -           | -           | 142    | 40     |